# Écuisses
Écuisses és un municipi francès, situat al departament de Saona i Loira i a la regió de Borgonya - Franc Comtat. L'any 2007 tenia 1.682 habitants.

## Demografia

### Població
El 2007 la població de fet d'Écuisses era de 1.682 persones. Hi havia 668 famílies, de les quals 188 eren unipersonals (88 homes vivint sols i 100 dones vivint soles), 216 parelles sense fills, 236 parelles amb fills i 28 famílies monoparentals amb fills.
La població ha evolucionat segons el següent gràfic:
Habitants censats

### Habitatges
El 2007 hi havia 786 habitatges, 696 eren l'habitatge principal de la família, 44 eren segones residències i 46 estaven desocupats. 634 eren cases i 150 eren apartaments. Dels 696 habitatges principals, 486 estaven ocupats pels seus propietaris, 196 estaven llogats i ocupats pels llogaters i 14 estaven cedits a títol gratuït; 3 tenien una cambra, 55 en tenien dues, 159 en tenien tres, 210 en tenien quatre i 269 en tenien cinc o més. 496 habitatges disposaven pel capbaix d'una plaça de pàrquing. A 329 habitatges hi havia un automòbil i a 305 n'hi havia dos o més.

### Piràmide de població
La piràmide de població per edats i sexe el 2009 era:
| Homes | Edats   | Dones |
| ----- | ------- | ----- |
| 0     | 95 o +  | 0     |
| 0     | 90 a 94 | 0     |
| 0     | 85 a 89 | 8     |
| 8     | 80 a 84 | 8     |
| 44    | 75 a 79 | 52    |
| 16    | 70 a 74 | 32    |
| 36    | 65 a 69 | 28    |
| 40    | 60 a 64 | 32    |
| 32    | 55 a 59 | 56    |
| 60    | 50 a 54 | 36    |
| 64    | 45 a 49 | 64    |
| 68    | 40 a 44 | 60    |
| 56    | 35 a 39 | 56    |
| 64    | 30 a 34 | 72    |
| 76    | 25 a 29 | 56    |
| 48    | 20 a 24 | 36    |
| 68    | 15 a 19 | 52    |
| 76    | 10 a 14 | 68    |
| 40    | 5 a 9   | 60    |
| 56    | 0 a 4   | 36    |

## Economia
El 2007 la població en edat de treballar era de 1.119 persones, 816 eren actives i 303 eren inactives. De les 816 persones actives 727 estaven ocupades (433 homes i 294 dones) i 89 estaven aturades (26 homes i 63 dones). De les 303 persones inactives 92 estaven jubilades, 83 estaven estudiant i 128 estaven classificades com a «altres inactius».

### Ingressos
El 2009 a Écuisses hi havia 702 unitats fiscals que integraven 1.735,5 persones, la mediana anual d'ingressos fiscals per persona era de 16.883 €.

### Activitats econòmiques
Dels 78 establiments que hi havia el 2007, 2 eren d'empreses extractives, 1 d'una empresa alimentària, 1 d'una empresa de fabricació de material elèctric, 5 d'empreses de fabricació d'altres productes industrials, 7 d'empreses de construcció, 19 d'empreses de comerç i reparació d'automòbils, 3 d'empreses de transport, 8 d'empreses d'hostatgeria i restauració, 5 d'empreses d'informació i comunicació, 2 d'empreses financeres, 4 d'empreses immobiliàries, 11 d'empreses de serveis, 4 d'entitats de l'administració pública i 6 d'empreses classificades com a «altres activitats de serveis».
Dels 19 establiments de servei als particulars que hi havia el 2009, 1 era una oficina de correu, 1 taller de reparació d'automòbils i de material agrícola, 4 establiments de lloguer de cotxes, 1 paleta, 2 guixaires pintors, 2 empreses de construcció, 2 perruqueries, 5 restaurants i 1 tintoreria.
Dels 4 establiments comercials que hi havia el 2009, 1 era una botiga de més de 120 m², 1 una botiga de menys de 120 m², 1 una peixateria i 1 una botiga de material de revestiment de parets i terra.
L'any 2000 a Écuisses hi havia 13 explotacions agrícoles que ocupaven un total de 568 hectàrees.

## Equipaments sanitaris i escolars
L'únic equipament sanitari que hi havia el 2009 era una farmàcia.
El 2009 hi havia 1 escola elemental i 1 escola elemental integrada dins d'un grup escolar amb les comunes properes formant una escola dispersa.

## Poblacions més properes
El següent diagrama mostra les poblacions més properes.